# Resolució 35 del Consell de Seguretat de les Nacions Unides
La Resolució 35 del Consell de Seguretat de les Nacions Unides, aprovada el 3 d'octubre de 1947, va enviar una petició perquè la Secretaria General de les Nacions Unides convoqués i organitzés el programa de treball per al comitè de tres membres, disposat a l'acordat en la Resolució 31 del Consell de Seguretat de les Nacions Unides, tan aviat com fos possible.
La resolució va ser adoptada per nou vots a favor i amb les abstencions de Polònia i la Unió Soviètica.